# Сафага
Бур-Сафага, Порт-Сафага, Сафага (араб. سفاجا) — невелике курортне місто в губернаторстві Червоне Море, Єгипет. Знаходиться за 53 км на південь від Хургади.

## Опис
Уже багато років Сафага є важливим торговельним портом. Є також пасажирським портом, в якому налагоджено регулярне сполучення круїзних рейсів з Йорданією та Саудівською Аравією. Крім порту, має район туристичних готелів, бунгало і будинків відпочинку. Оскільки поруч розташовано кілька родовищ фосфатів, Сафага є центром з їх експорту. Асфальтове шосе протяжністю 164 км з'єднує Сафагу з Кеною, розташованою в долині Нілу.
Вважається одним з найважливіших бальнеологічних центрів країни. Найчистіший морський пісок володіє хорошими цілющими властивостями, які лікують ряд захворювань опорно-рухової системи, шкірних захворювань, в тому числі — псоріаз.
Особливо популярна серед любителів кайтсерфінгу і віндсерфінгу; в 1993 тут проходив чемпіонат світу з віндсерфінгу. Крім заняття водними видами спорту і відвідування визначних пам'яток, в Сафазі іноді проходять галасливі нічні вечірки на пляжі, які організують дайвери і серфери. Сафага також може залучати любителів рибної ловлі і гурманів, які мають можливість скуштувати рідкісні морепродукти в численних ресторанах міста.
Навпроти міста знаходиться незаселений острів Сафага.

## Транспорт
До найближчого аеропорту (Хургада) близько 50 км.
В місті є великий вантажний морський та пасажирський морський порт, звідки вирушають міжнародні рейси в Джидду і невеликий порт Дуба (для подорожей потрібна віза Саудівської Аравії).
З'єднується з рештою Єгипта залізницею, яка наразі використовується лише для вантажного сполучення. Основний вантаж — фосфати. Однак зараз вона не діє з огляду на те, що частина рейок демонтована невідомими зловмисниками в січні 2014 року у період революційних дій.
Рейсові автобуси ходять в Хургаду й інші міста Єгипту кілька разів на добу.

## Клімат
| Клімат міста                                                                          | Клімат міста | Клімат міста | Клімат міста | Клімат міста | Клімат міста | Клімат міста | Клімат міста | Клімат міста | Клімат міста | Клімат міста | Клімат міста | Клімат міста | Клімат міста |
| Показник                                                                              | Січ.         | Лют.         | Бер.         | Квіт.        | Трав.        | Черв.        | Лип.         | Серп.        | Вер.         | Жовт.        | Лист.        | Груд.        |              |
| Абсолютний максимум, °C                                                               | 33           | 34           | 38           | 42           | 43           | 46           | 46           | 44           | 43           | 43           | 35           | 34           |              |
| Середній максимум, °C                                                                 | 21,9         | 22,7         | 26,1         | 28,1         | 31,7         | 33,8         | 34           | 34,4         | 32,3         | 30,2         | 27           | 23,4         |              |
| Середня температура, °C                                                               | 16,3         | 16,8         | 20,4         | 22,5         | 26,2         | 28,6         | 29           | 29,6         | 27,6         | 25,2         | 21,6         | 17,9         |              |
| Середній мінімум, °C                                                                  | 10,7         | 11           | 14,8         | 16,9         | 20,7         | 23,5         | 24,1         | 24,9         | 22,9         | 20,3         | 16,3         | 12,4         |              |
| Абсолютний мінімум, °C                                                                | 1            | 0            | 1            | 8            | 10           | 12           | 15           | 13           | 12           | 11           | 6            | 3            |              |
| Норма опадів, мм                                                                      | 0            | 0            | 0            | 0            | 0            | 0            | 0            | 0            | 0            | 1            | 1            | 0            |              |
| Днів з дощем                                                                          | 0            | 0            | 0            | 0            | 1            | 0            | 0            | 0            | 0            | 0            | 0            | 0            |              |
| ------------------------------------------------------------------------------------- | ------------ | ------------ | ------------ | ------------ | ------------ | ------------ | ------------ | ------------ | ------------ | ------------ | ------------ | ------------ | ------------ |
| Джерело: Climate-Data.org (altitude: 18m), Weather2Travel for rainy days and sunshine |              |              |              |              |              |              |              |              |              |              |              |              |              |

## Галерея

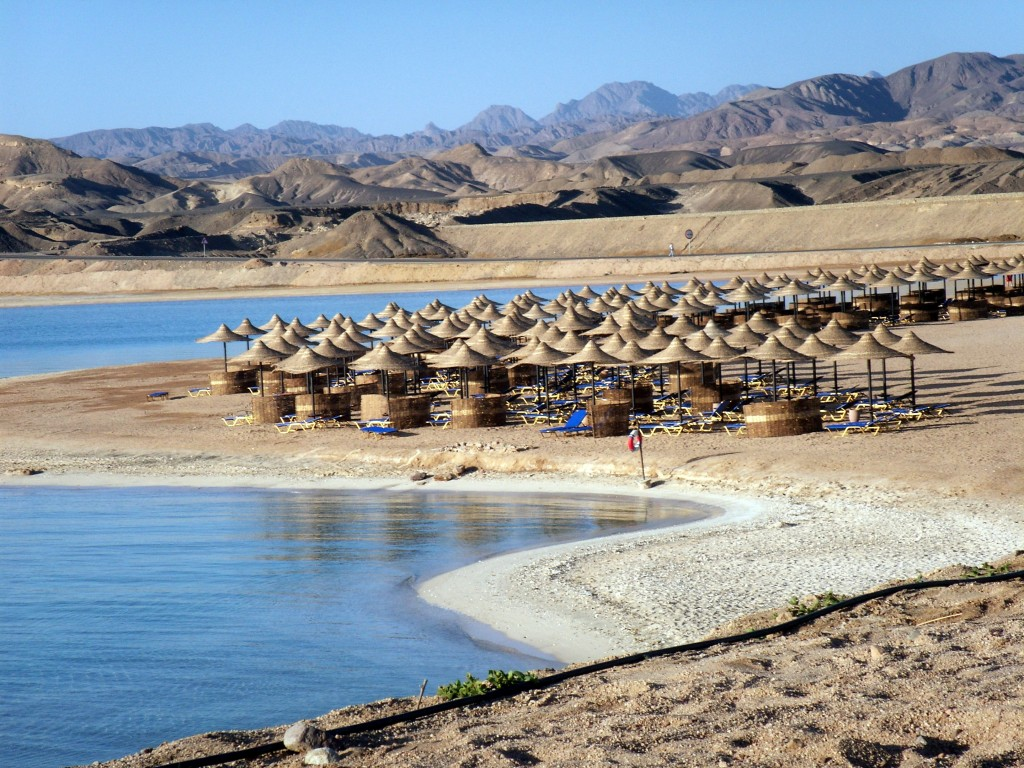
32 км південніше Сафаги, бухта Калаві
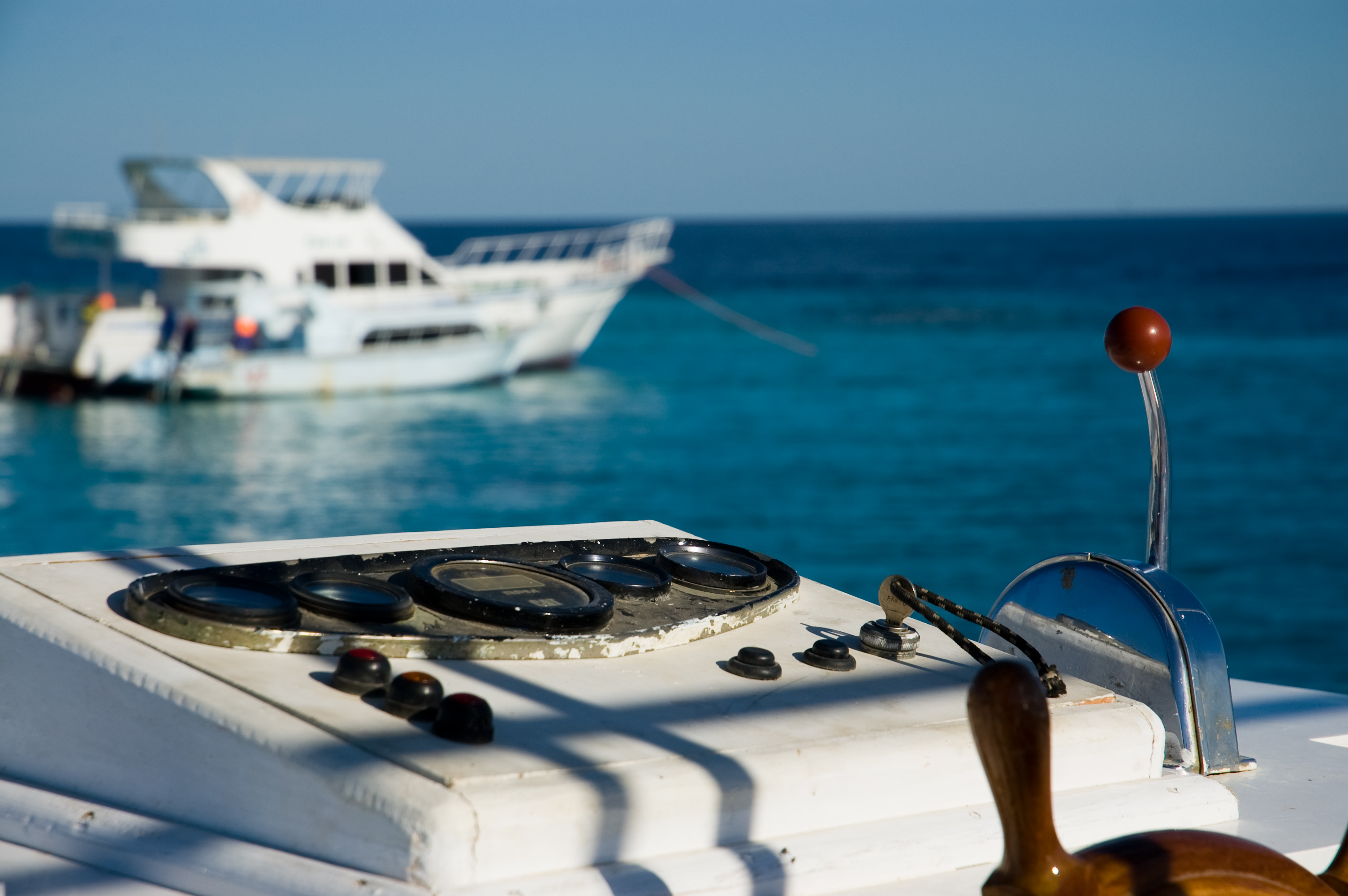
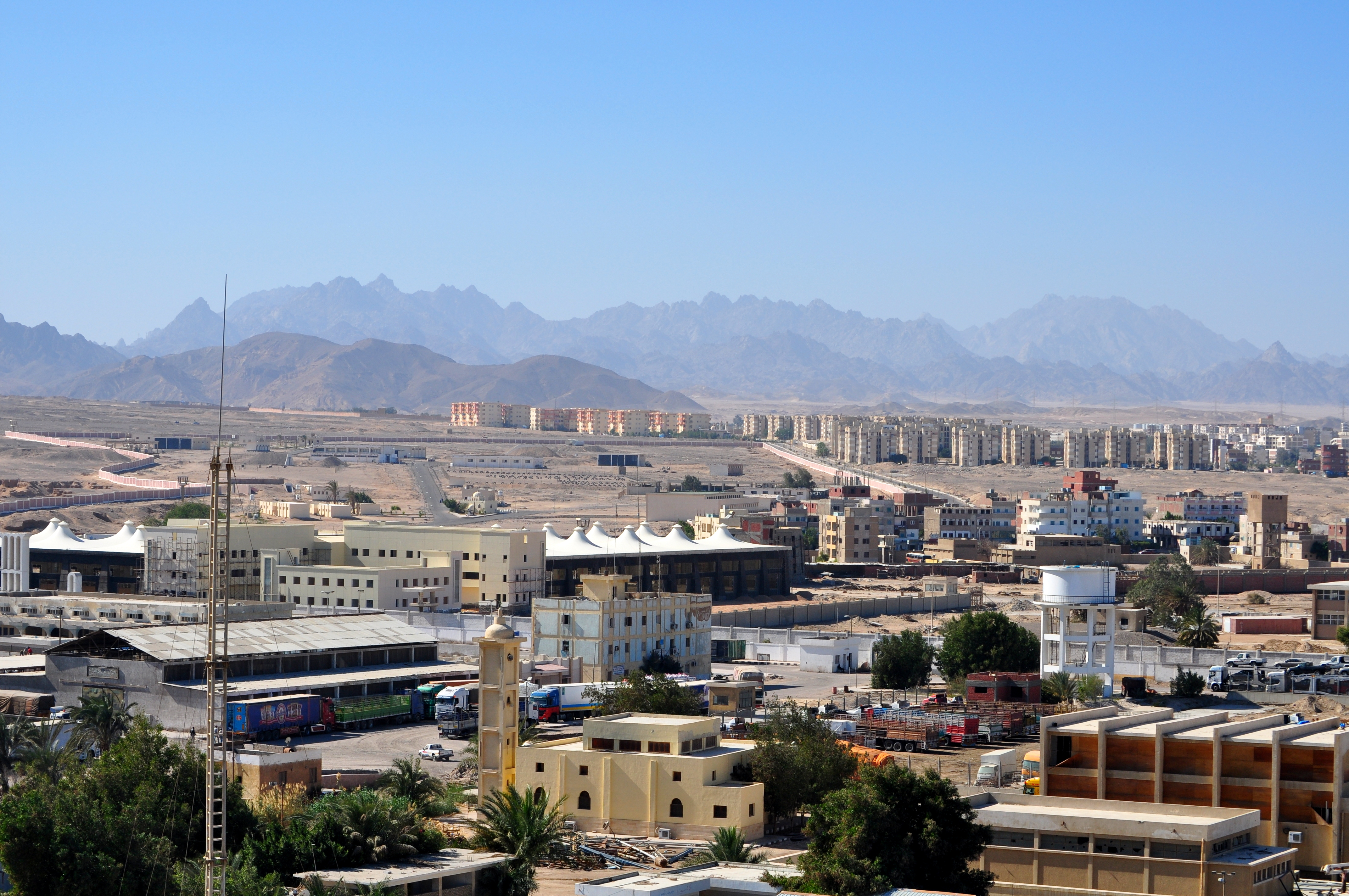
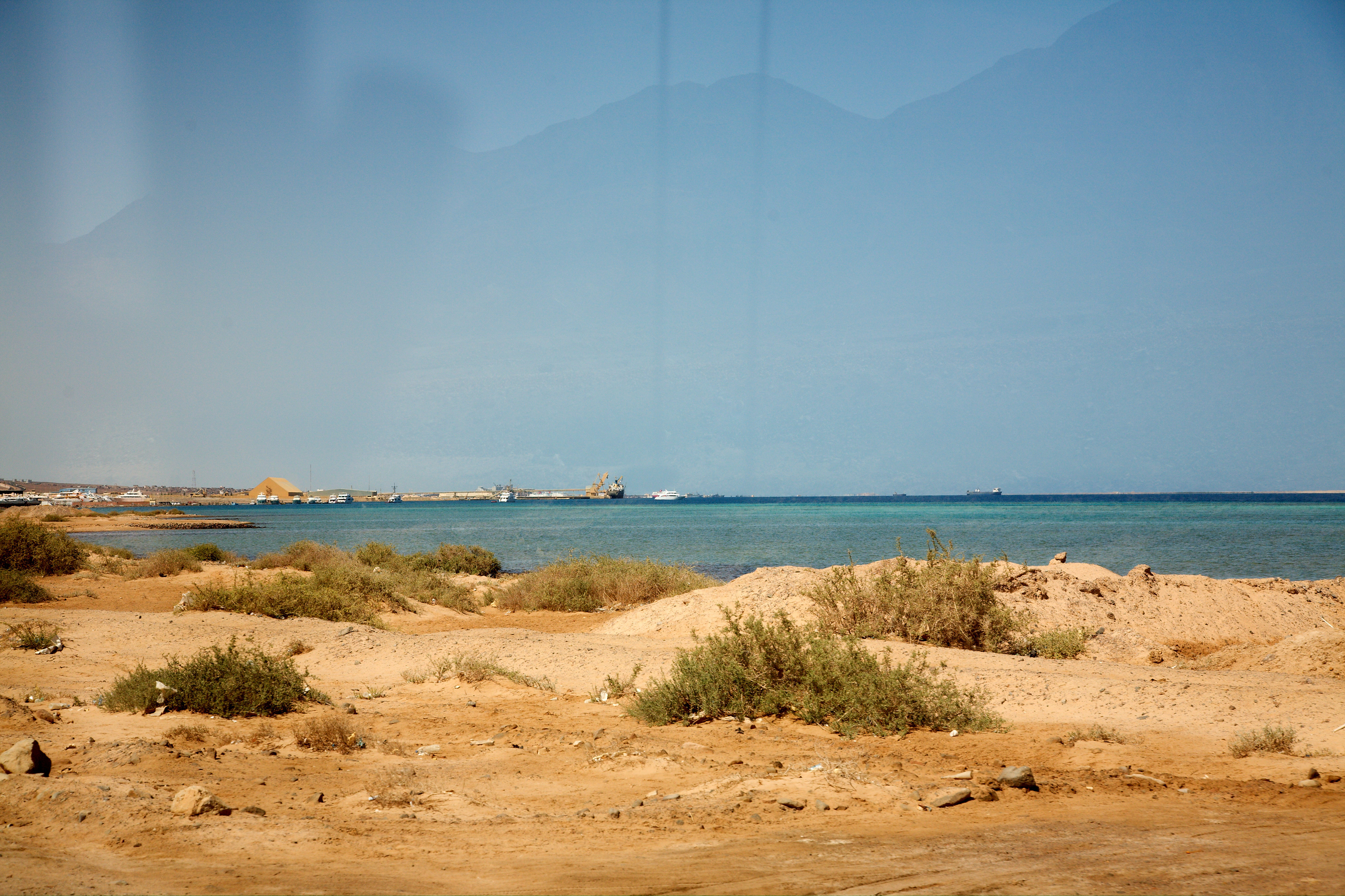
Порт з півдня